# 瑟日
瑟日（法語：Seugy，法語發音：[søʒi] ⓘ）是法国瓦兹河谷省的一个市镇，位于该省东部，属于萨塞勒区。

## 地理
瑟日（49°7'16"N, 2°23'38"E）面积1.7 平方千米，位于法国法蘭西島大區瓦兹河谷省，该省份为法国北部内陆省份，北起瓦兹省，西接厄尔省，南至塞纳-圣但尼省、上塞纳省和伊夫林省，东临塞纳-马恩省。
与瑟日接壤的市镇（或旧市镇、城区）包括：吕扎什、维亚尔姆。

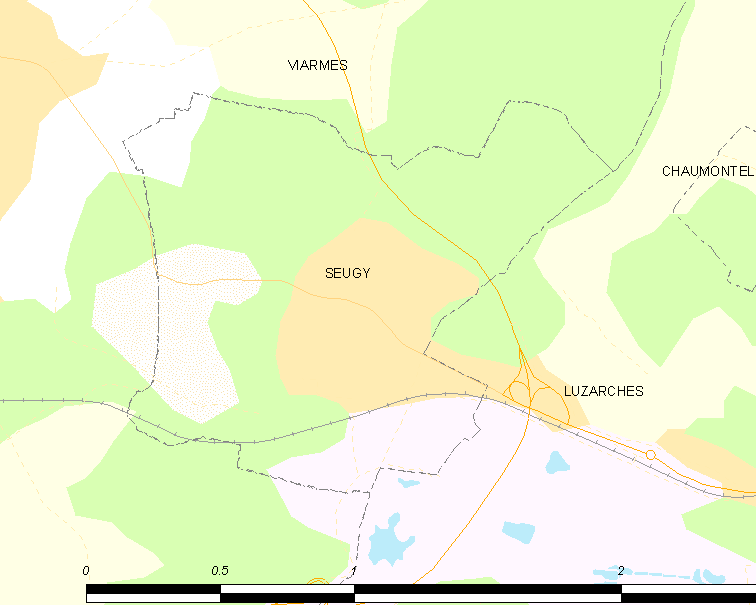
瑟日的OSM定位图

瑟日的时区为UTC+01:00、UTC+02:00（夏令时）。

## 行政
瑟日的邮政编码为95270，INSEE市镇编码为95594。

## 政治
瑟日所属的省级选区为福斯县。

## 人口

1962-2008年间瑟日人口变化图示

瑟日于2022年1月1日时的人口数量为1039人。